# István Tarlós
István Tarlós (Budapest, 26 de mayo de 1948) es un político húngaro. Fue alcalde de Budapest entre 2010 y 2019. 
Tiene un máster de la Universidad de Tecnología y Economía de Budapest. Se inició en política en 1989, siendo militante de la Alianza de los Demócratas Libres, y posteriormente dejó el partido, quedando como independiente. Fue alcalde de Óbuda-Békásmegyer, tercer distrito de Budapest, entre 1990 y 2006.
En 2006 se unió al partido de derecha Fidesz-Unión Cívica Húngara, en representación del cual fue elegido alcalde de Budapest en 2010 y reelegido en 2014. Se presentó a la reelección por un tercer periodo consecutivo en las elecciones de 2019, donde fue derrotado por Gergely Karácsony.